# Berny-Rivière
Berny-Rivière es una comuna francesa, situada en el departamento de Aisne, de la región de Alta Francia.

## Demografía
| 415 | 439 | 446 | 480 | 528 | 582 | 591 | 622 | 644 |
| Para los censos de 1962 a 1999 la población legal corresponde a la población sin duplicidades (Fuente: INSEE [Consultar]) |     |     |     |     |     |     |     |     |